# Крадіжка українського зерна Росією
За оцінками Міністерства оборони України, після російського вторгнення під час російсько-української війни на середину травня 2022 року з України було вкрадено та вивезено не менше 400 000 тонн зерна.

## Випадки крадіжки
Російські військові вивозять із України зерно та овочі. Відібрані в українських фермерів зернові загарбники намагаються продати на зовнішніх ринках як російське зерно.
1500 тонн зерна було викрадено на вантажівках із кримськими номерами зі сховищ у Херсоні. У Запорізькій області під час окупації вантажівки з білим символом «Z» російських військових були помічені тими, хто перевозив зерно до Криму після того, як головний елеватор міста був повністю спустошений.
Українські фермери мають труднощі з експортом своєї продукції. Більшість зерна зазвичай експортується з Одеси. Одеса зазнає частих ракетних обстрілів, і більшість Чорного моря закрита для торговельного судноплавства. Протягом кількох місяців українські судна, що перевозять зерно, не можуть покинути порти через російську морську блокаду та бомбардувань Одеси. Російські судна, мабуть, зберігають можливість перевозити українське зерно у відкритому морі.
Головне управління розвідки Міноборони України повідомило, що 10 травня частина викраденого зерна була на російських суховантажах у Середземному морі. Вони імовірно прямували до Сирії.
Одним із суден, що перевозять українське зерно, є російський балкер «Матрос Позинич». 27 квітня балкер був помічений у порту окупованого Криму. З 27 тисяч тонн української пшениці судно пройшло з Севастополя до Єгипту. Зусиллями українських дипломатів Єгипет відмовився від зерна, і судно попрямувало у бік Лівану та Сирії. Після чого судно з українським зерном було виявлено у порту Латакія (Сирія). Супутникові знімки опублікувало CNN.
У фермера в окупованій Херсонській області окупанти відібрали частину зерна, всю техніку, реквізували будинок та госп. будівлі. За словами фермера, призначені окупаційними силами урядовці експропріюють цілі фермерські господарства. Близько 200 великих фермерських підприємств було внесено до списку на «націоналізацію» і, ймовірно, буде передано місцевим проросійським бізнесменам. Інший власник агропідприємства у Запорізькій області розповів, що окупанти під загрозою вбивства викрали 100т добрива та близько 100-200т зерна, а охоронців кинули у підвал.[джерело?]
На околицях Києва російські війська знищили розподільні центри та склади, намагаючись порушити постачання столиці продовольством. У квітні 2022 року сили РФ розбомбили фермерське господарство в Луганській області, знищивши техніку, будівлі та 17 000 т пшениці (запас для 300 000 осіб на рік). У деяких місцях південного сходу України селянам заборонили працювати на полях.
Президент України Володимир Зеленський після зустрічі з прем’єр-міністром Португалії Антоніу Коштою 21 травня в Києві заявив, що Російська Федерація заблокувала в українських портах 22 мільйони тонн продовольства, поступово краде його, вивозить і намагається продати. Він наголосив, що світова спільнота має допомогти Україні у розблокуванні морських портів, інакше слідом за енергетичною кризою настане продовольча, і з нею зіткнеться набагато більше країн:
|                        | Росія заблокувала майже всі порти і всі, скажімо так, морські можливості експорту харчової продукції – нашого зерна, ячменю, соняшнику. Багато всього… Буде криза у світі. Друга криза після енергетичної, яку спровокувала Росія. Зараз вона зробить харчову кризу, якщо ми не розблокуємо для України шляхи, не допоможемо країнам Африки, країнам Європи, країнам Азії, які потребують саме цих продуктів. Розблокувати можна різними шляхами. Один зі шляхів – військовий. Тому з такими запитами щодо відповідної зброї ми звертаємося до наших партнерів |
| — Володимир Зеленський | |

24 травня 2022 року міністр закордонних справ Дмитро Кулеба закликає світ не купувати у Російської Федерації вкрадене українське зерно і не ставати співучасниками російських злочинів.
|                 | Російські злодії крадуть українське зерно, вантажать його на кораблі, проходять через Босфор і намагаються продати його за кордон. Я закликаю всі держави бути пильними і відмовлятися від будь-яких подібних пропозицій. Не купуйте вкрадене. Не ставайте співучасниками російських злочинів. Крадіжка ніколи нікому не приносила удачі |
| — Дмитро Кулеба | |

### Напрямки вивезення
23 травня 2022 року на супутникових знімках зафіксували, як російські кораблі завантажують українське зерно в окупованому Криму. Найімовірніше його вивезли з окупованої Херсонщини та інших тимчасово непідконтрольних територій.
Викрадене продовольство відправляється в анексований Крим, до Севастополя, в термінал стивідорної компанії Авліта. Звідти росіяни експортують зерно переважно до Сирії.
Єгипет відмовився від ввезення краденого українського зерна.
Згідно з розслідуванням, яке у червні 2024 року випустили Білоруський розслідувальницький центр, проект «Схеми» української редакціі Радіо «Свобода» та Верстка, у 2023 році з окупованої території Херсонської області вивезли сільськогосподарську продукцію на суму 6,2 мільйона євро, а із зібраних 6,4 тонни пшениці два мільйони тонн вивезли через кримські порти. Частина цієї продукції було продано в Азербайджан, Туреччину, Іран, Іспанію. Згідно з іншим розслідуванням БРЦ, «Схем», Кіберпартизан та KibOrg, яке вийшло в серпні того ж року, вивезенням ріпаку з Херсонщини займаються люди з оточення Рамзана Кадирова та їхні білоруські бізнес-партнери; були оформлені документи на постачання 4,9 тисячі тонн ріпаку в Білорусь.

## Оцінки
Уряд України звинувачує Російську Федерацію у спробі знищити її сільськогосподарську промисловість крадіжками зерна та техніки, бомбардувань ферм та складів та блокування чорноморських портів з метою позбавити Україну експортної виручки, а фермерів – заробітку.
Крадіжка Російською Федерацією українського зерна може призвести до погіршення продовольчої кризи.
Відлучення зерна викликає асоціації з політикою геноциду шляхом конфіскації врожаю в селах у 30-ті роки XX століття, коли внаслідок дій радянської влади, яка спровокувала Голодомор, в Україні загинуло близько 4.0 — 10,5 млн людей. Коли у квітні 2022 року сили РФ розбомбили фермерське господарство в Луганській області, губернатор Сергій Гайдай написав, що Москва прагне організувати в області Голодомор.